# Ätlig sjöborre
Ätlig sjöborre (Echinus esculentus) är en sjöborreart som beskrevs av Carl von Linné 1758. Ätlig sjöborre ingår i släktet Echinus och familjen taggsjöborrar. IUCN kategoriserar arten globalt som nära hotad. Arten är reproducerande i Sverige. Inga underarter finns listade i Catalogue of Life.

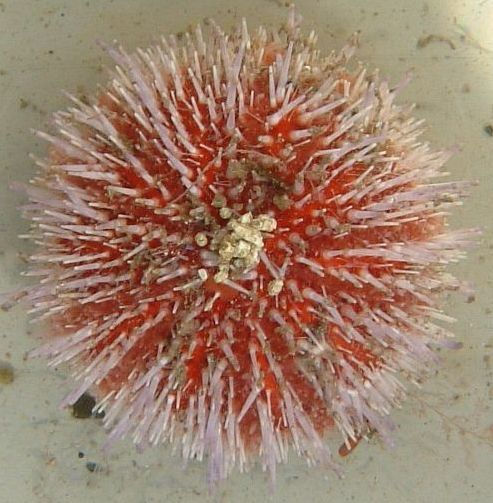
Echinus esculentus

Arten registrerades i havet vid Portugal, Spanien, Frankrike, Storbritannien, Irland, Nederländerna, Danmark, Norge och Sverige.